# Ameerega picta
Ameerega picta е вид жаба от семейство Дърволази (Dendrobatidae). Видът е незастрашен от изчезване.

## Разпространение
Разпространен е в Боливия, Бразилия, Венецуела, Колумбия и Перу.

## Описание
Популацията на вида е стабилна.